# Yun In Wan
Đây là một tên người Triều Tiên, họ là Yun.
Yun In Wan (Doãn Nhân Hoàn) (sinh ngày 27 tháng 7 năm 1976) là một tác giả Hàn Quốc chuyên sáng tác các truyện tranh Manhwa Hàn Quốc và cả Manga Nhật Bản. Ở Nhật Bản, ông được biết đến với tác phẩm Sinamhaengeosa (đồng sáng tác với người họa sĩ cộng sự lâu năm của mình Yang Gyeong Il (Lương Khánh Nhất)). Trước đó, ông và Yang cũng đã cho ra đời truyện Island (아일랜드). Sau khi tập cuối của manhwa Island được xuất bản, Yun lại sáng tác tiểu thuyết "The Island" với cốt truyện dựa nói về quá khử của các nhân vật trong manhwa cùng tên của mình. Tác phẩm đầu tay của ông được đăng trên tuần báo Deja Vu (데자뷰) của Hàn Quốc.
Yun In-wan nổi tiếng với những lời bình quái dị mà ông hay viết ở cuối mỗi chương của tác phẩm (trong các chương của manhwa Sinamhaengeosa các lời bình này được gọi là "cổ điển" (Classics)). Trong các đoạn tấu hài omake Yun thường được thể hiện dưới dạng một người đàn ông đeo kính, ăn nói hàm hồ bên cạnh với người cộng sự lâu năm Yang Gyeong-li của mình (Yang được miêu tả như một người họa sĩ lặng lẽ, trái ngược với Yun).
Sau khi thành công với tác phẩm truyện tranh một tập (one-shot) lit. "Devil Advocate Kukabara" (悪魔弁護士Kukabara "Akuma Bengoshi Kukabara"), Yang và Yun bắt đầu phát triển tác phẩm này thành loạt truyện tranh dài hơi Defense Devil đăng trên tuần báo Shonen Sunday.